# Kinel
Kinel o Kinell - Кинель (rus) és una ciutat de l'óblast de Samara, a Rússia, és centre administratiu del raion homònim. Es troba prop de la confluència dels rius Bolxoi Kinel amb el Samara. És a 33 km al sud-oest de Samara, la capital de la província.
Pertanyen a aquesta ciutat els possiolki d'Alekséievka i Ust-Kinelski.

## Demografia
| 1897  | 1939   | 1959   | 1970   | 1979   | 1989   | 2002   | 2009   | 2010   | 2011   | 2012   | 2013   | 2014   |
| ----- | ------ | ------ | ------ | ------ | ------ | ------ | ------ | ------ | ------ | ------ | ------ | ------ |
| 1.700 | 17.160 | 32.400 | 39.400 | 33.600 | 33.412 | 34.385 | 30.930 | 34.491 | 34.500 | 34.231 | 33.988 | 34.251 |